# Daniela Fuhr
Daniela Christina Fuhr ist eine deutsch-britische Gesundheitswissenschaftlerin und Professorin an der London School of Hygiene and Tropical Medicine. Sie entwickelt und implementiert psychologische Kurzinterventionen, speziell zu Depression, Angst, Posttraumatischen Belastungsstörungen und Alkoholmissbrauch. 

## Forschung
Daniela Fuhr arbeitete bei der Weltgesundheitsorganisation in Genf im Bereich Gesundheitssystemforschung und Substanzmissbrauch, bevor sie 2012 an die London School of Hygiene and Tropical Medicine wechselte. Sie ist auf die Entwicklung und Implementierung neuer transdiagnostischer Kurzinterventionen die Symptomatik bei Depression, Angst, Posttraumatischen Belastungsstörungen und Alkoholmissbrauch verbessern, spezialisiert. Ihre Forschungsprojekte und Arbeit finden vermehrt in einkommensschwachen Ländern statt und sie fokussiert sich auf Afrika, Asien und Länder des Mittleren Osten. 